# Baion
Baion (en francès Bayon-sur-Gironde) és un municipi francès situat al departament de la Gironda i a la regió de la Nova Aquitània.

## Demografia
| 1962                                       | 1968 | 1975 | 1982 | 1990 | 1999 | 2007 |
| ------------------------------------------ | ---- | ---- | ---- | ---- | ---- | ---- |
| 713                                        | 759  | 746  | 736  | 747  | 747  | 708  |
| Des de 1962: població sense dobles comptes |      |      |      |      |      |      |

## Administració
| Període   | Identitat          | Partit |
| --------- | ------------------ | ------ |
| 1977-2001 | Claude Broy        |        |
| 2001-2007 | Pierre Fournier    |        |
| 2007-     | Christianne Piauda |        |